# Burgravi di Magdeburgo
I burgravi di Magdeburgo (Burggrafen von Magdeburg) furono i burgravi dell'arcivescovo di Magdeburgo.

## Elenco (incompleto)
| Burgravi verificabili                        | dal             | al        | Date di nascita e morte | Osservazioni |
| -------------------------------------------- | --------------- | --------- | ----------------------- | --- |
| Federico di Walbeck                          | intorno al 1000 | 1018      | * 974 † 1018            | |
| Corrado di Walbeck                           |                 | 1073      | * 1018 † 1073           | Figlio di Federico |
| Ermanno di Spanheim                          | 1080            | 1118      | † 22 luglio 1118        | Figlio Sigfrido I, fratello dell'arcivescovo Arduico di Magdeburgo della stirpe dei Sponheim |
| Wiprecht II di Groitzsch                     | 1118            | 1124      | † 22 maggio 1124        | Nel periodo 1084/1113 e dal 1115 a Nisangau e nel Gau Budissin, così come nella valle dell'Elba tra Pirna e Dresda, nel 1106 conte, nel 1118 burgravio di Magdeburgo e Vogt (balivo) dell'abbazia di Neuwerk ad Halle, dal 1123 margravio (titolare) di Meißen e margravio (titolare) di Lusazia, fondò nel 1091 l'abbazia di Pegau, nel 1104 il monastero di Lausigk, sepolto nel monastero di Pegau (contea di Groitzsch) |
| Enrico di Groitzsch                          | 1124            | 1135      | † 1135                  | Secondo figlio di Wiprecht II, dopo il 1131 margravio di Lusazia |
| Burcardo I (II) di Querfurt                  | 1136            | 1161/1162 | † 1161/1162             | Fratello dell'arcivescovo Corrado di Magdeburgo |
| Burcardo II (III) di Querfurt                | 1161/1162       | 1177/1178 | † 1177/1178             | Figlio di Burcardo I (II) |
| Burcardo III (IV) di Querfurt                | 1177/1178       | 1190      | prima del 1170-1190     | Figlio di Burcardo II (III) |
| Gebeardo IV di Querfurt                      | 1190            | 1209      | † tra il 1213 e il 1216 | Fratello di Burcardo III (IV), padre dell'arcivescovo Ruprecht di Querfurt, fratello di Corrado di Querfurt, vescovo di Würzburg (1201–1202) |
| Burcardo IV di Querfurt                      | 1209            | 1243/1247 | † tra il 1243 e il 1247 | Figlio di Burcardo III (IV) |
| Burcardo V di Querfurt                       | 1243/1247       | 1269/1270 | † 1269/1270             | Figlio di Burcardo IV; concluse un trattato sulla vendita del burgraviato nel 1269, ma probabilmente muore poco dopo e il trattato viene ratificato dal figlio prima del 27 giugno 1270 |
| Burcardo VI (X) di Querfurt                  |                 | 1269      | 1215-1273/1278          | Burgravio titolare di Magdeburgo, fratello di Burcardo V |
| Burcardo VII di Querfurt, detto di Rosenburg | 1269/1270       | 1269/1270 | † 1306                  | Figlio di Burcardo V; vende il burgraviato nel 1269/1270 all'arcivescovo Corrado II con l'ufficio arcivescovile associato di Magdeburgo e i diritti del burgraviato a Magdeburgo e Halle nonché gli uffici di Gommern, Ranies, Elbenau e Gottau, appare in un documento del 27 giugno 1270 come quondam burggravius |
| Burcardo VIII di Querfurt                    |                 | 1269      | † tra il 1297 e il 1314 | Burgravio titolare di Magdeburgo, figlio di Burcardo VI (X) |
| Giovanni I di Sassonia-Lauenburg             | 1269/1270       |           | † 1285                  | Duca di Sassonia-Lauenburg, burgravio titolare di Magdeburgo |
| Alberto II di Sassonia-Wittenberg            | 1269/1270       |           | † 1298                  | Duca di Sassonia-Wittenberg, burgravio titolare di Magdeburgo, fratello di Giovanni |